# Inside the Lines (film fra 1918)
Inside the Lines er en amerikansk stumfilm fra 1918 af David Hartford.

## Medvirkende
- Lewis Stone som Cavendish
- Marguerite Clayton som Jane Gerson
- George Field
- Arthur Allardt som Billy Copper
- David Hartford som Dr. Emil Koch